# پائولا مودرزون-بکر
پائولا مودرزون-بکر (به انگلیسی: Paula Modersohn-Becker) (هشتم فوریهٔ ۱۸۷۶–۲۱ نوامبر ۱۹۰۷) نقاشی آلمانی بود که از مهم‌ترین هنرمندان اکسپرسیونیسم اولیه بشمار می‌رود. وی بر اثر بیماری آمبولیسم در سن ۳۱ سالگی از دنیا رفت.

## زندگی هنری

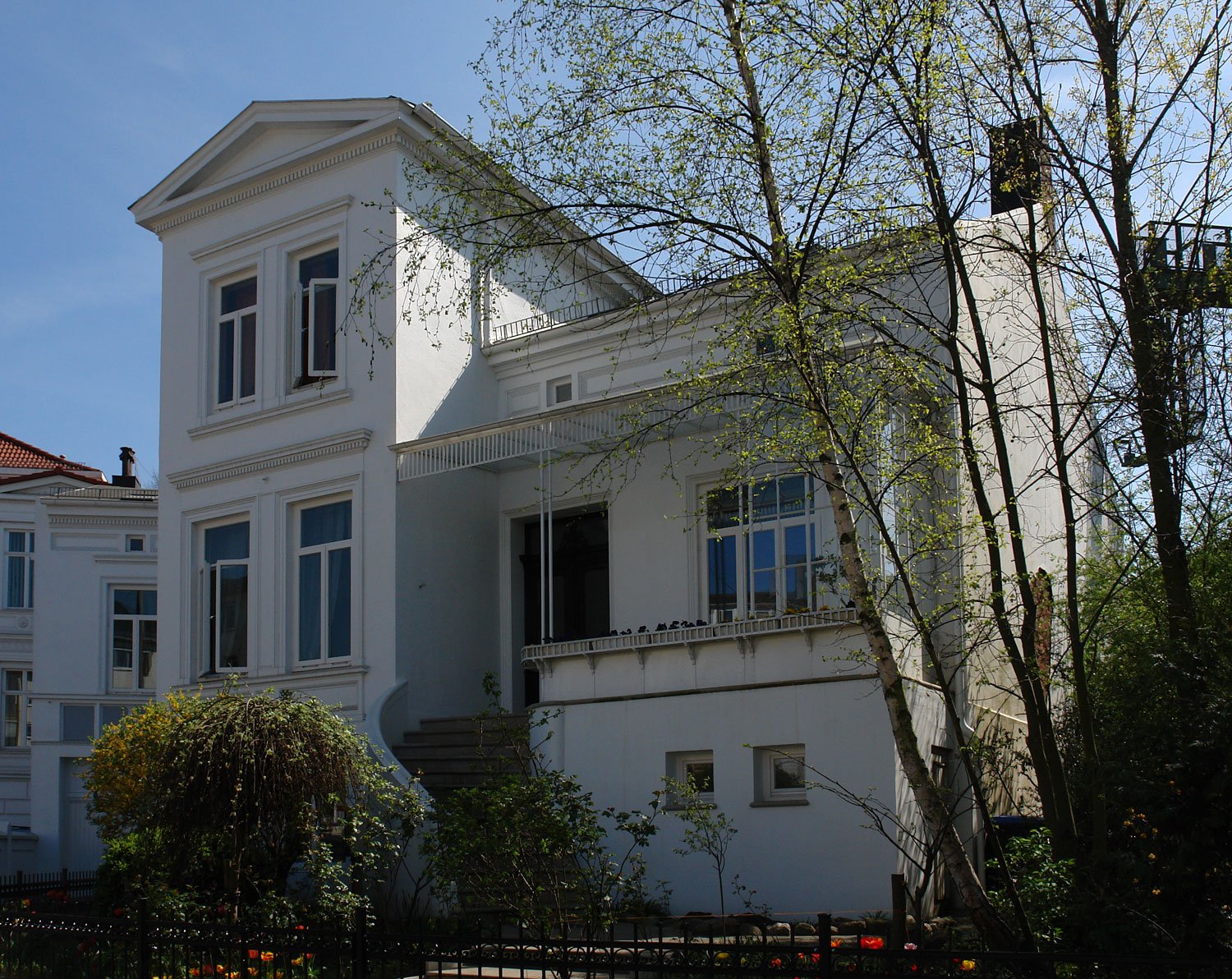
مرتبط

پائولا در محلهٔ Friedrichstadt در درسدن به دنیا آمد و رشد کرد. خانواده‌اش در سال ۱۸۸۸ به برمن نقل مکان کرد. در سال ۱۸۸۸ با اجتماع هنرمندان ورپسوید (Worpswede)(روستایی کوچک در نزدیکی برمن) آشنا شد. در میان هنرمندان و نویسندگان ورپسوید می‌توان به ریلکه شاعر سمبولیست اشاره کرد. نفوذ ریلکه در جمع وورپسوید بدون تردید در پائولا اثر کرد که آخرین آثار او زمینه‌ساز مستقیم هنر مدرن به‌شمار می‌روند. جدای از تأثیر ریلکه، تأثیر «نگاه شخصی خود» پائولا بکر در آثار وی مشهود است.
پرتره‌ای که وی در سال ۱۹۰۶ یعنی یکسال پیش از مرگ زودرس خود آفرید، نوعی گذار از سمبولیسم گوگن و پیروان او به اکسپرسیونیسم است.

## نگارخانه

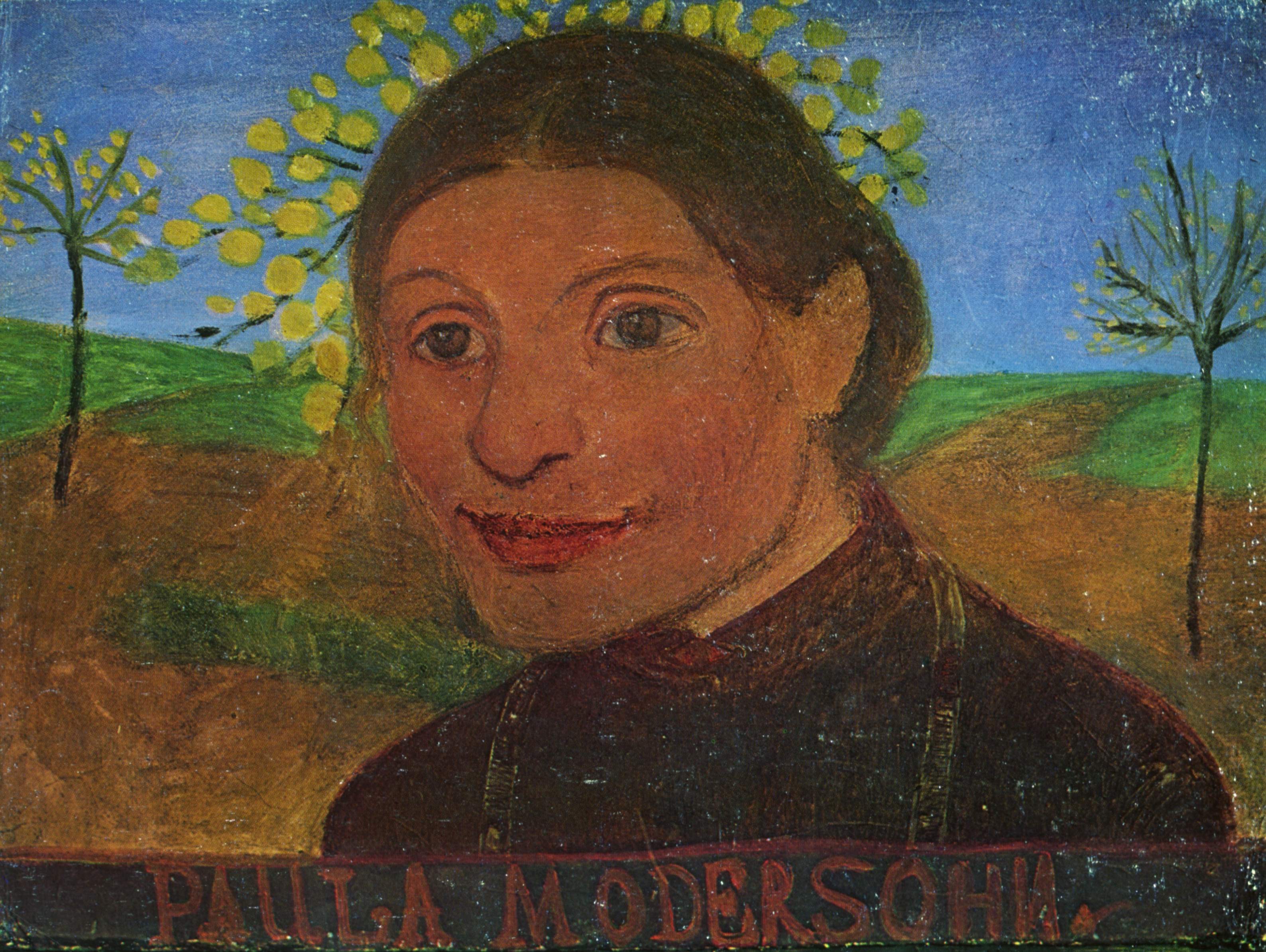
خودنگاره (۱۹۰۲)
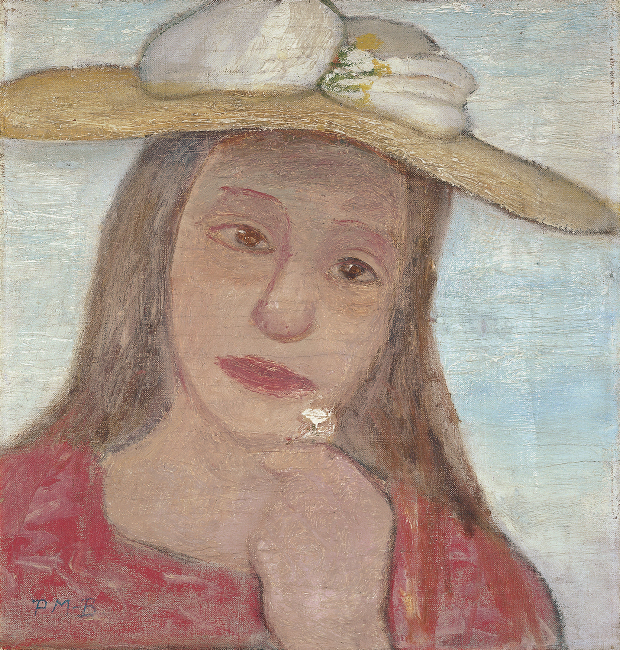
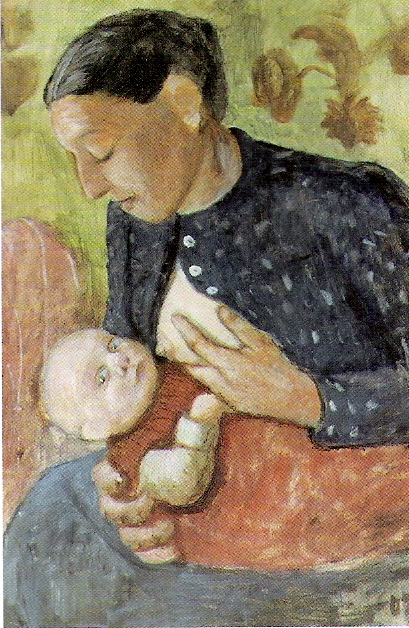
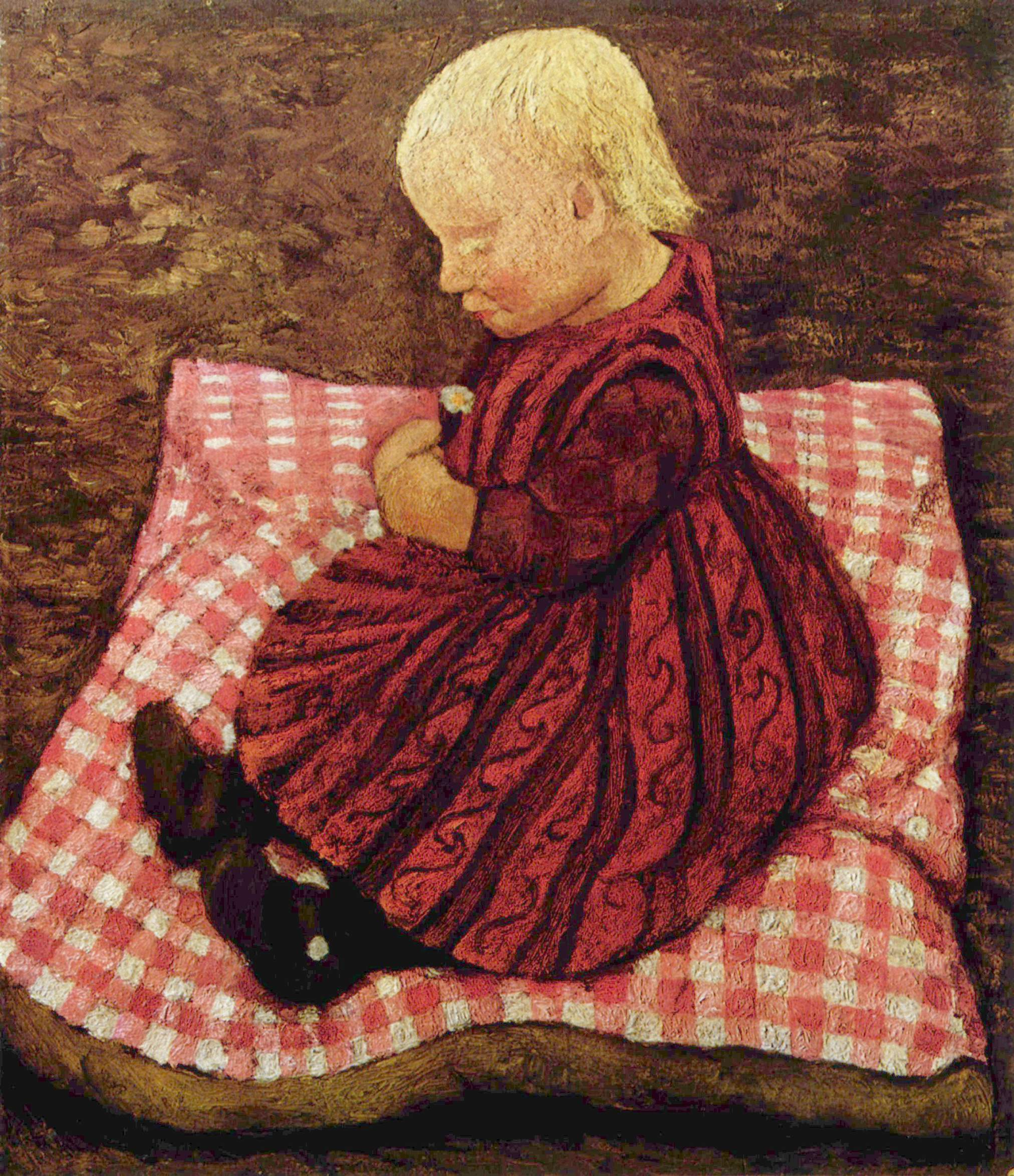
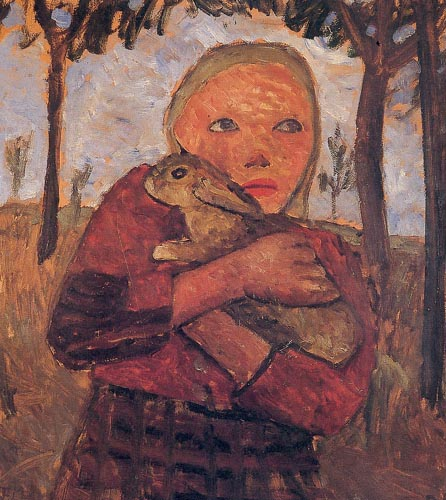
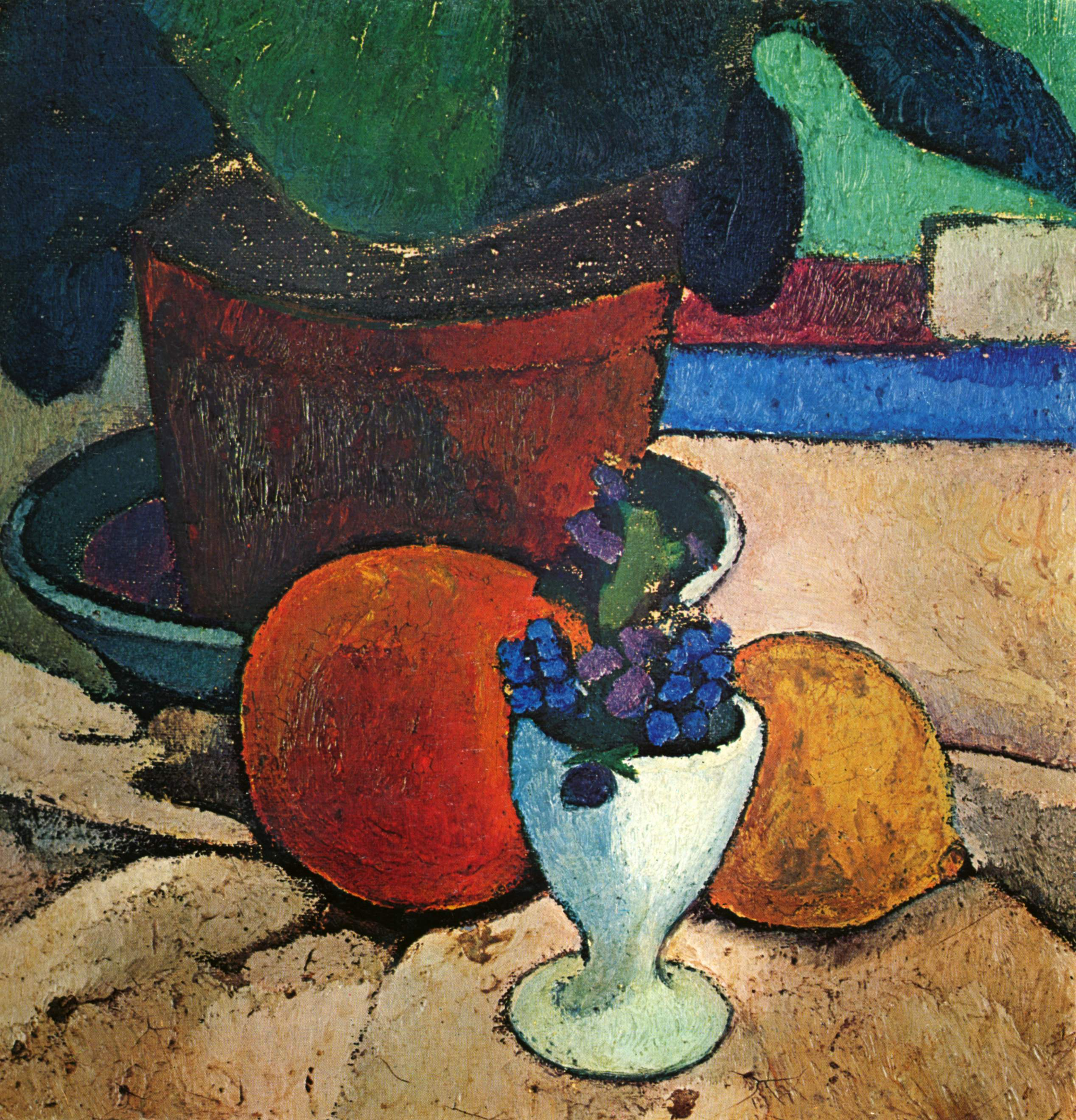
طبیعت بی‌جان
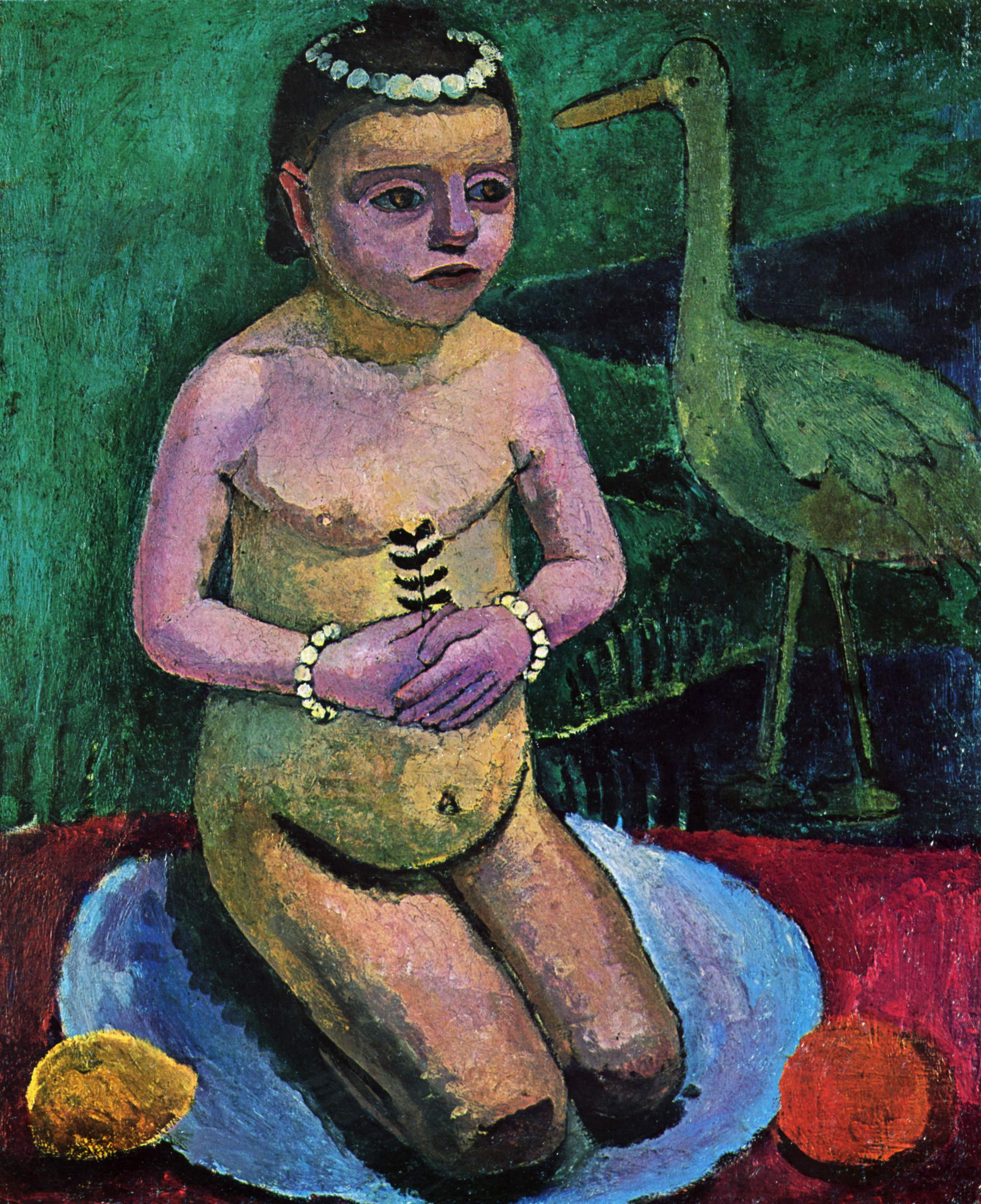
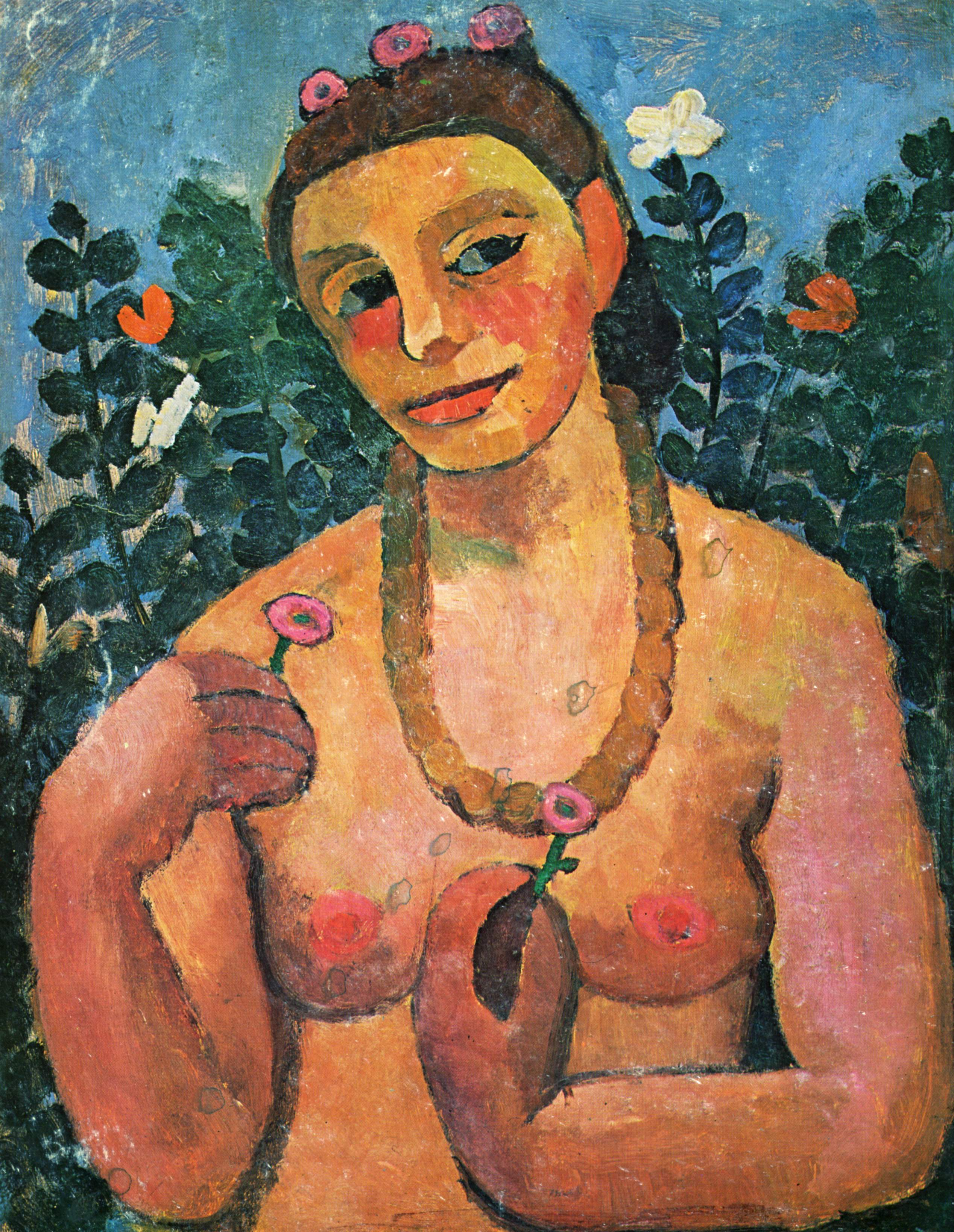
خودنگاره (۱۹۰۶)
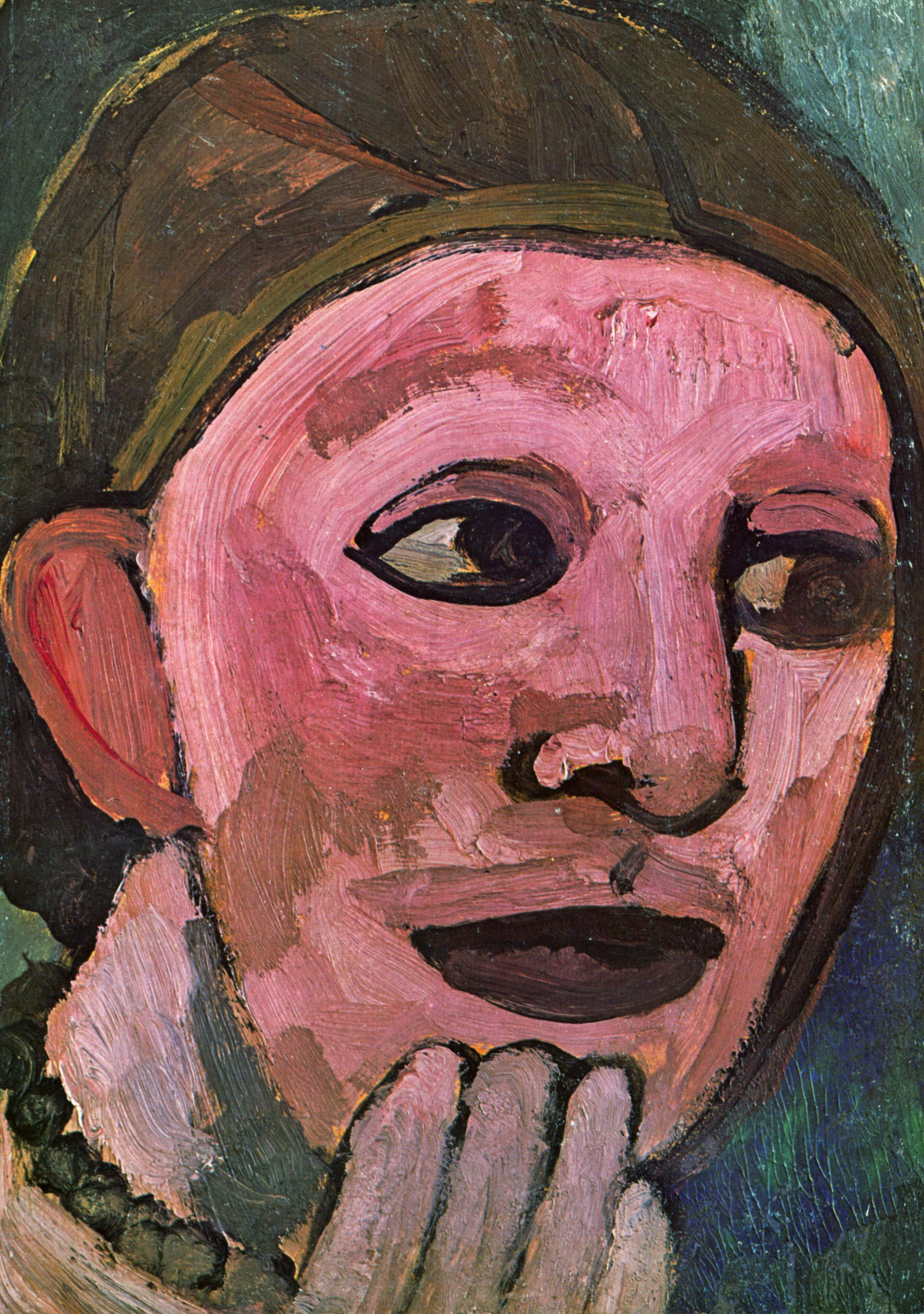
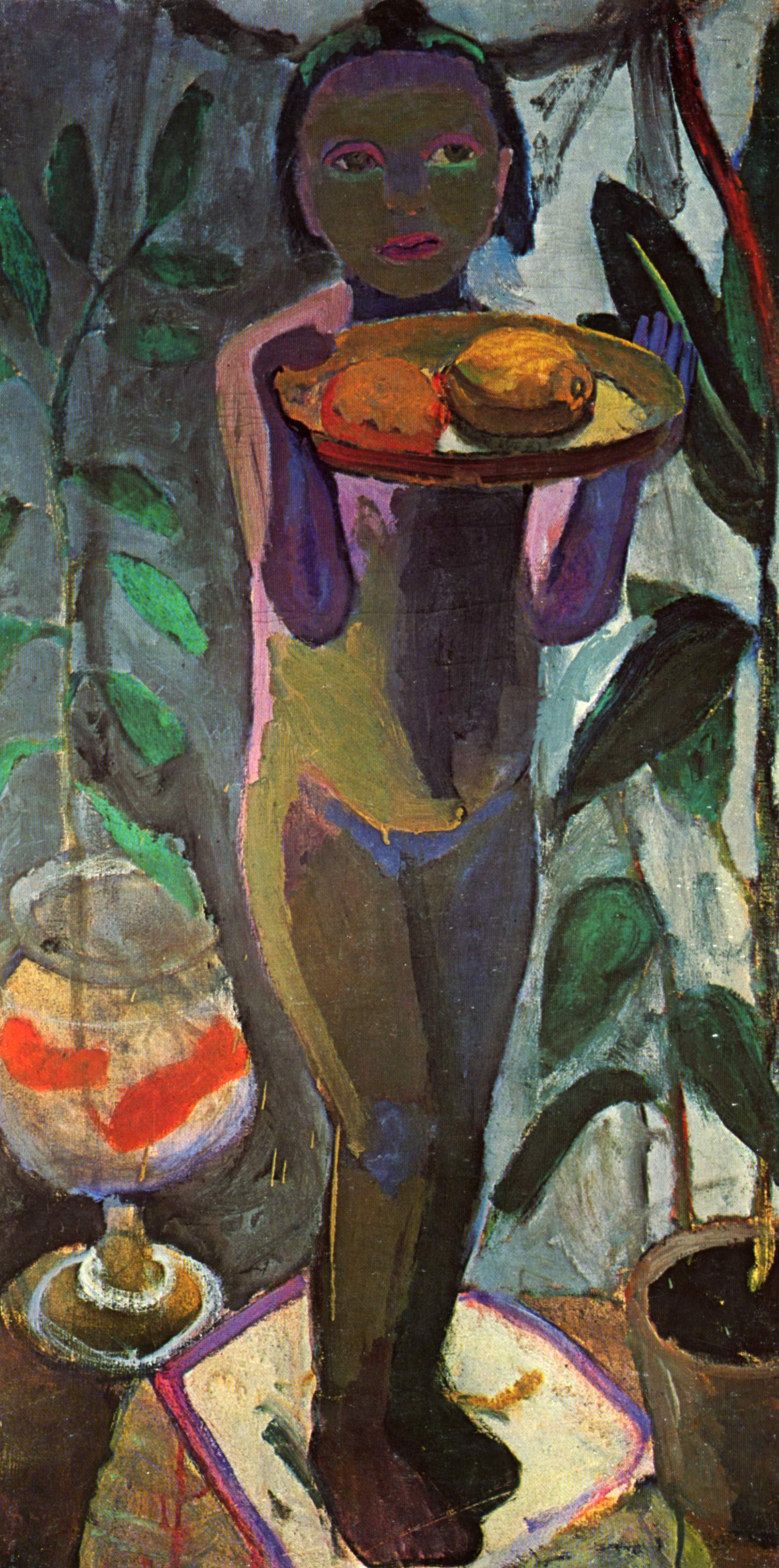
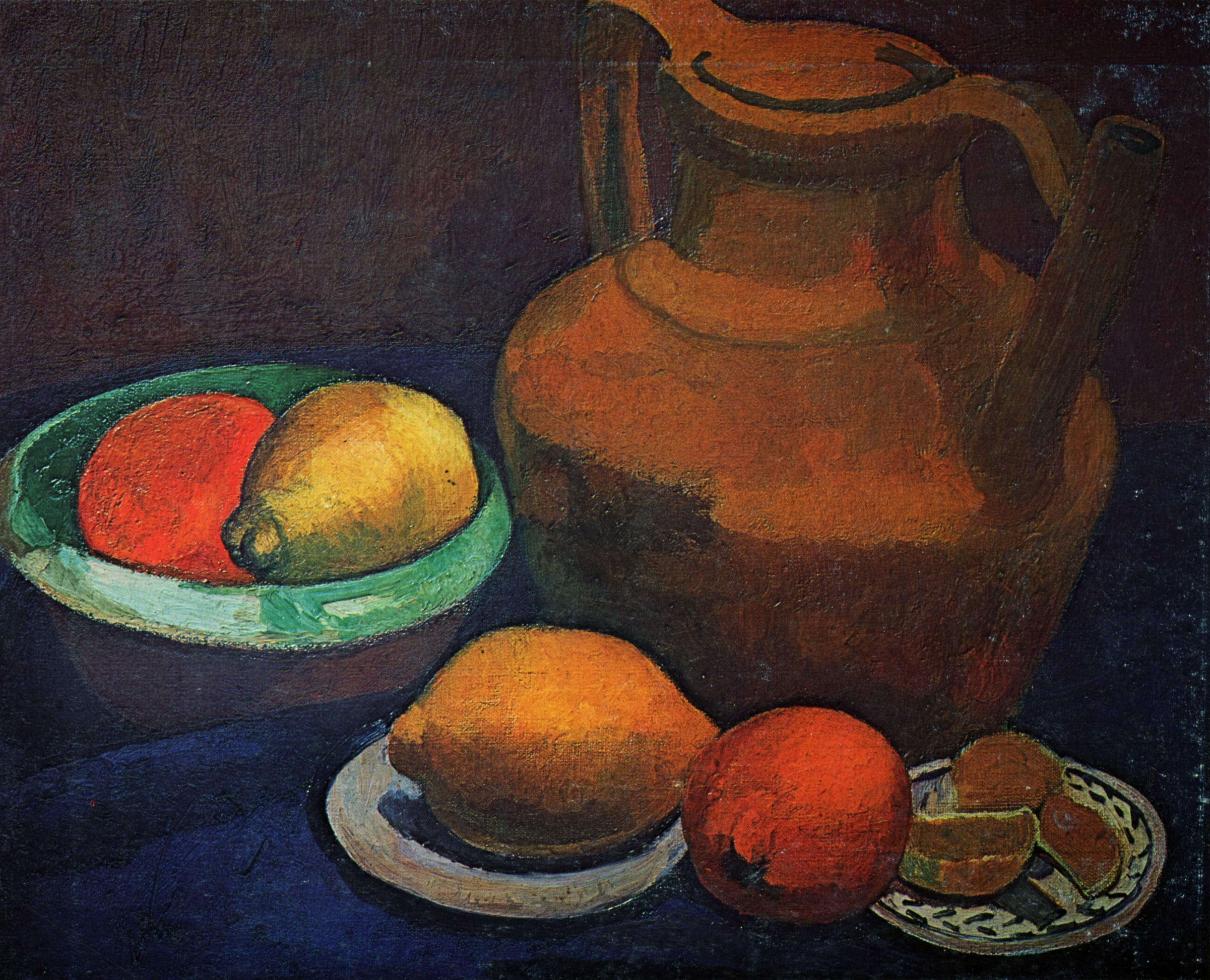
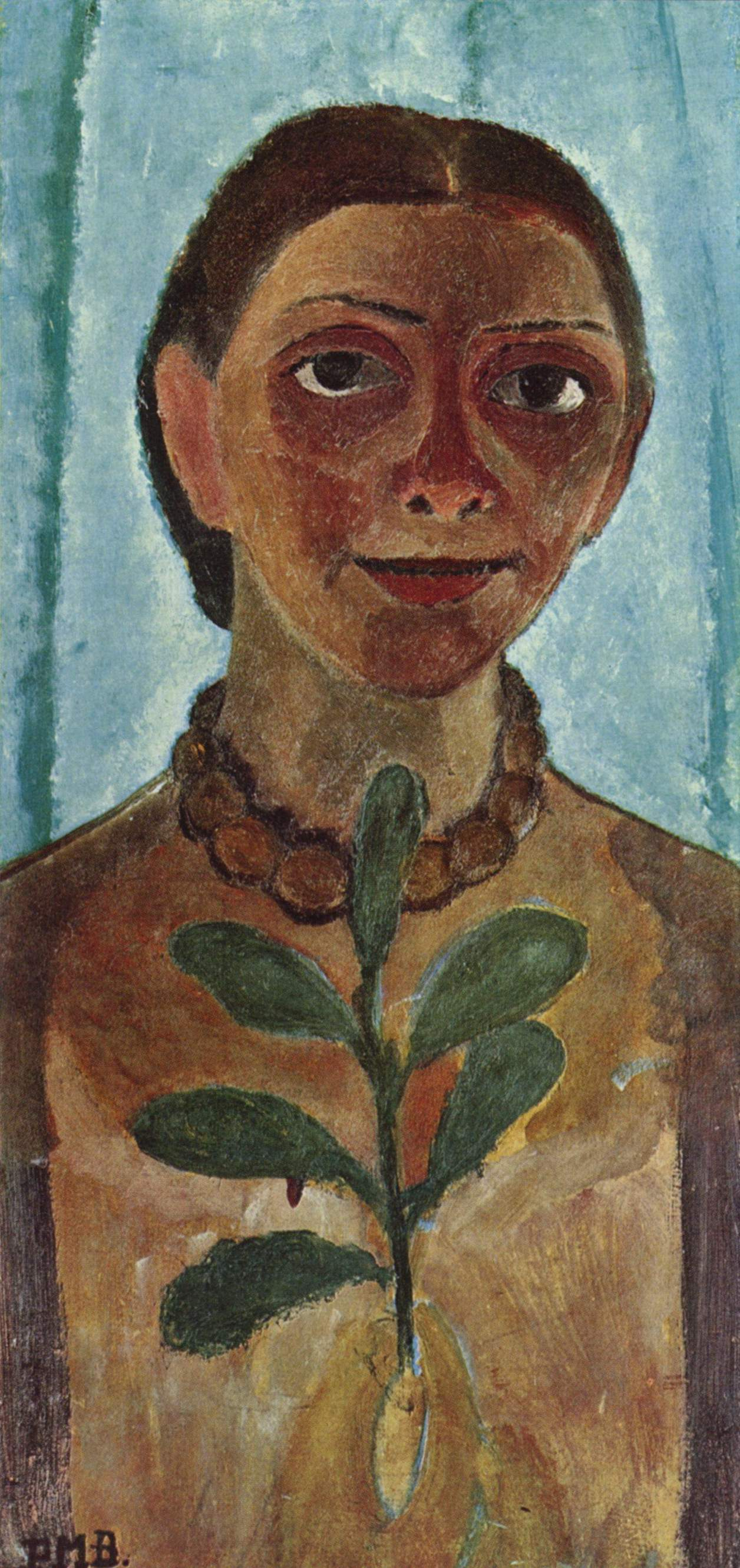
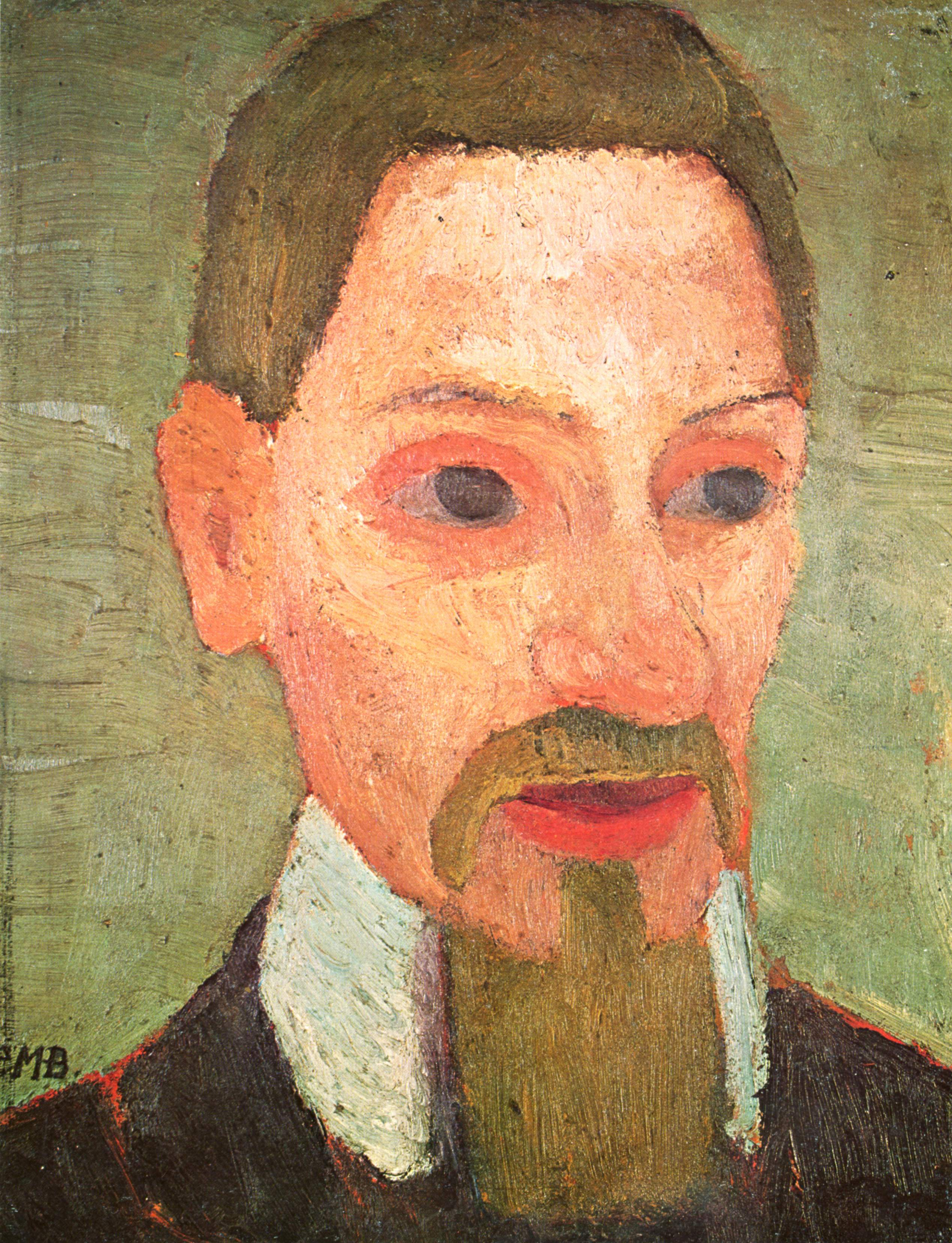
پُرترهٔ ریلکه ۱۹۰۶ م. موزه پائولا مودرزون-بکر
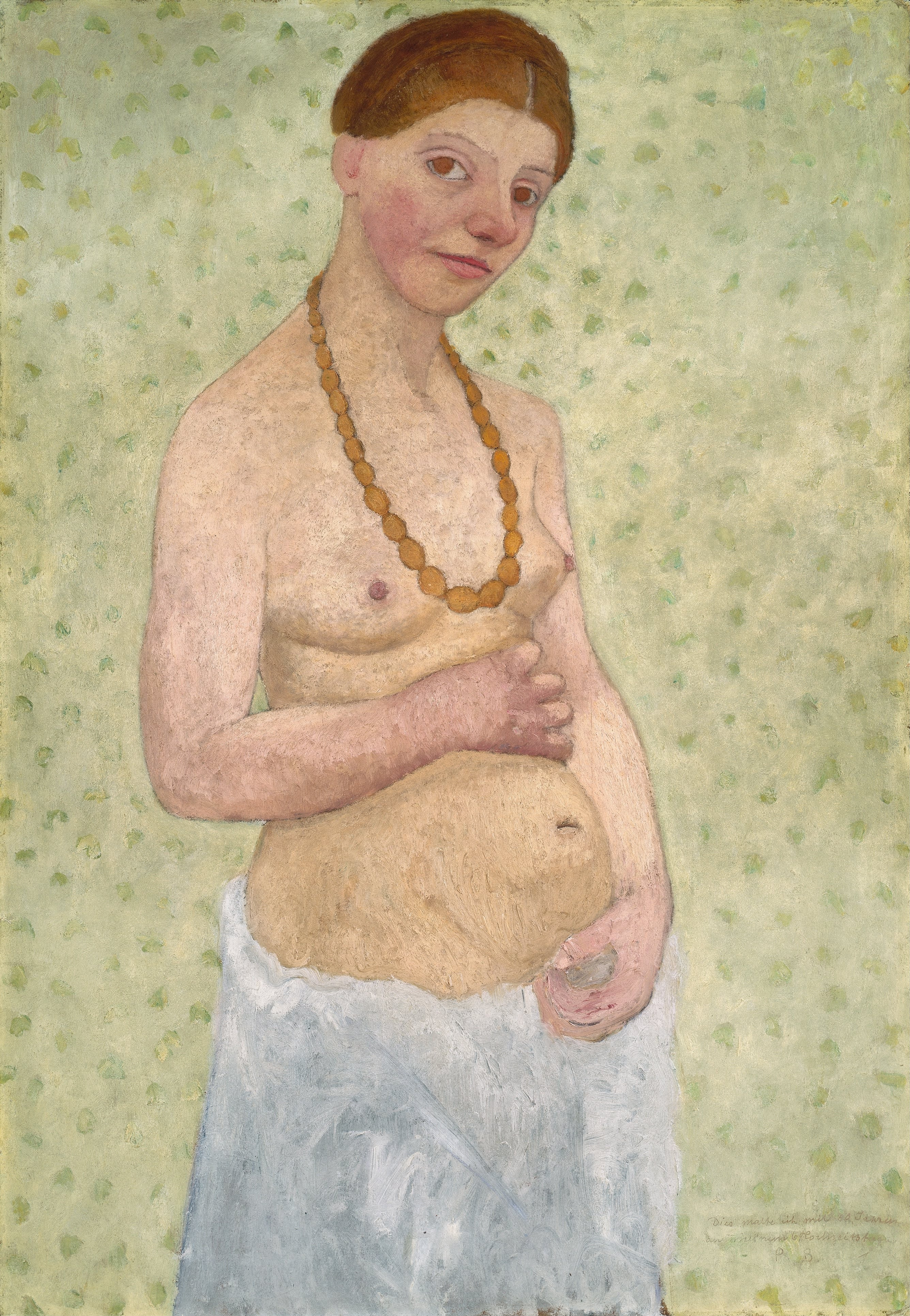
خودنگاره به مناسبت ۶مین سال ازدواج
۱۹۰۶ م.
موزه پائولا مودرزون-بکر